# Museo de la Minería y de la Industria de Asturias
El Museo de la Minería y de la Industria de Asturias (MUMI) es un museo situado en el pueblo de San Vicente, cerca de El Entrego, en el concejo de San Martín del Rey Aurelio, una de las localidades asturianas de mayor tradición minera. Es uno de los centros culturales más visitado de Asturias, recibiendo unos 60.000 visitantes anuales. Posee, así mismo, una importante colección de objetos históricos relacionados con la minería.

## Descripción
El museo fue construido sobre la antigua escombrera del Pozo San Vicente, cerca de la localidad de El Entrego. Inaugurado en marzo de 1994, nació con la intención de dar un paso en la reconversión económica de las cuencas mineras asturianas. El complejo recoge la intensa actividad minera que se desarrolló en Asturias desde el siglo XVIII, así como la historia del carbón, la Revolución Industrial y los avances tecnológicos en este campo a lo largo de los siglos.
Su edificio principal está formado por un cuerpo central de forma cilíndrica donde destaca la torre del castillete, visible tanto desde el exterior como del interior.
Dos naves laterales unidas al edificio central albergan las salas de exposiciones entre las que hay la reproducción de laboratorios, enfermería, herramientas, minerales, maquinaria, etc.
Además de estas salas la visita se completa con una "mina imagen", una túnel subterráneo que reproduce una galería minera a la que se accede por un ascensor que simula una jaula.

### Acceso
El museo cuenta con apeadero de San Vicente de Renfe Cercanías AM. Comunicado por carretera con Gijón y Oviedo por la AS-1 (Autovía Minera) y la A-66, así como los autobuses con las principales localidades de Asturias. El centro abre de martes a domingo.

## Galería

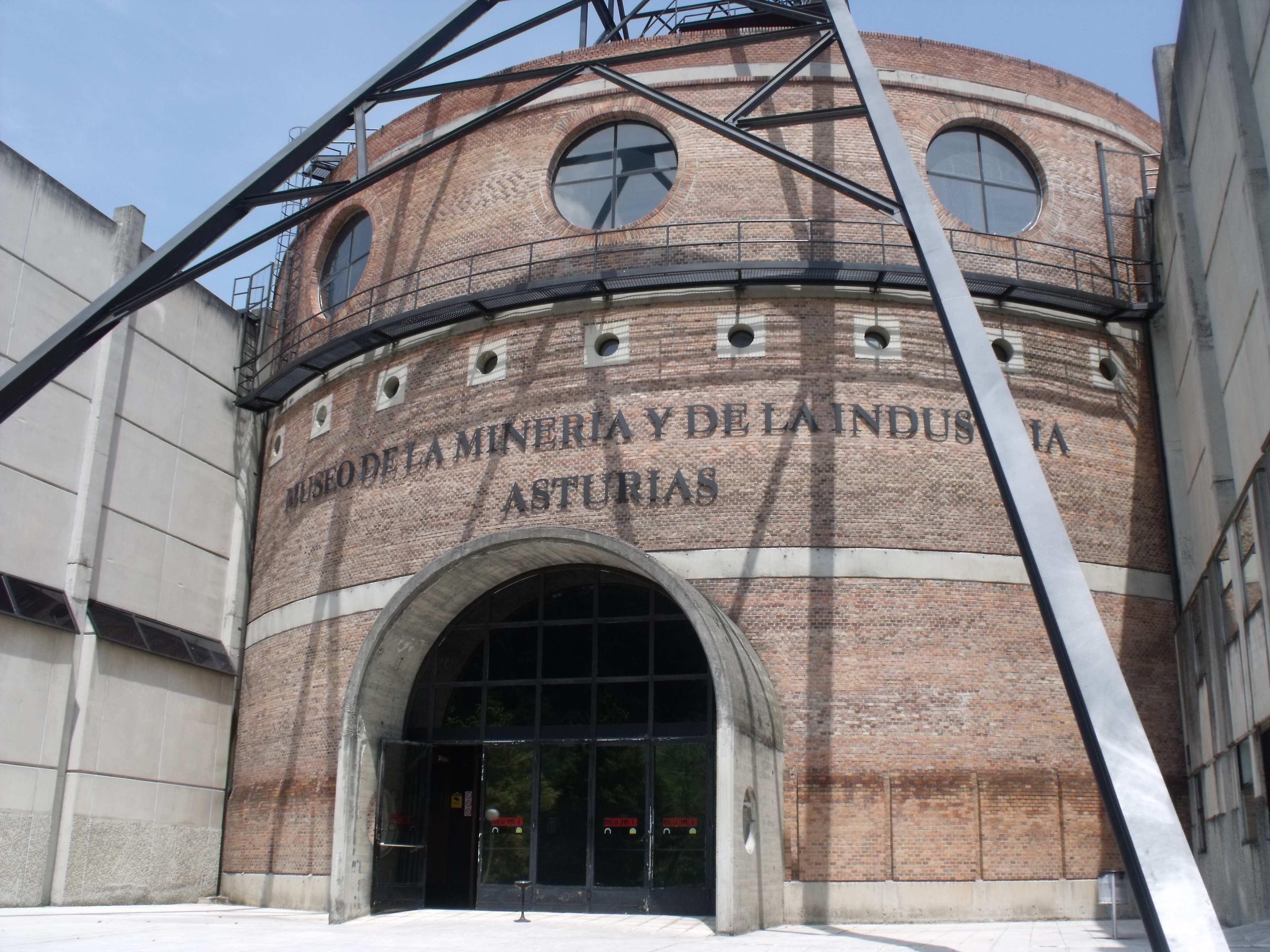
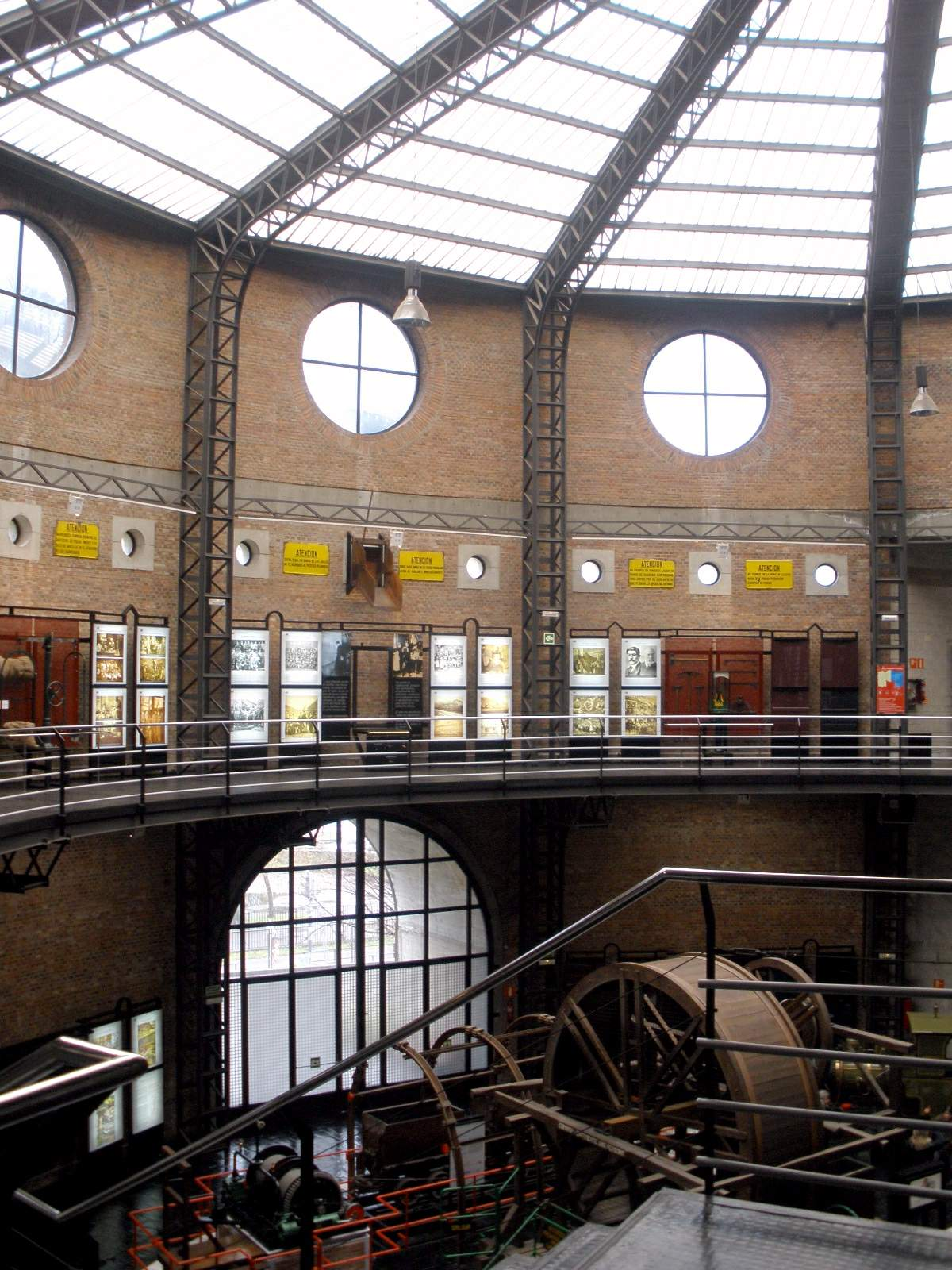
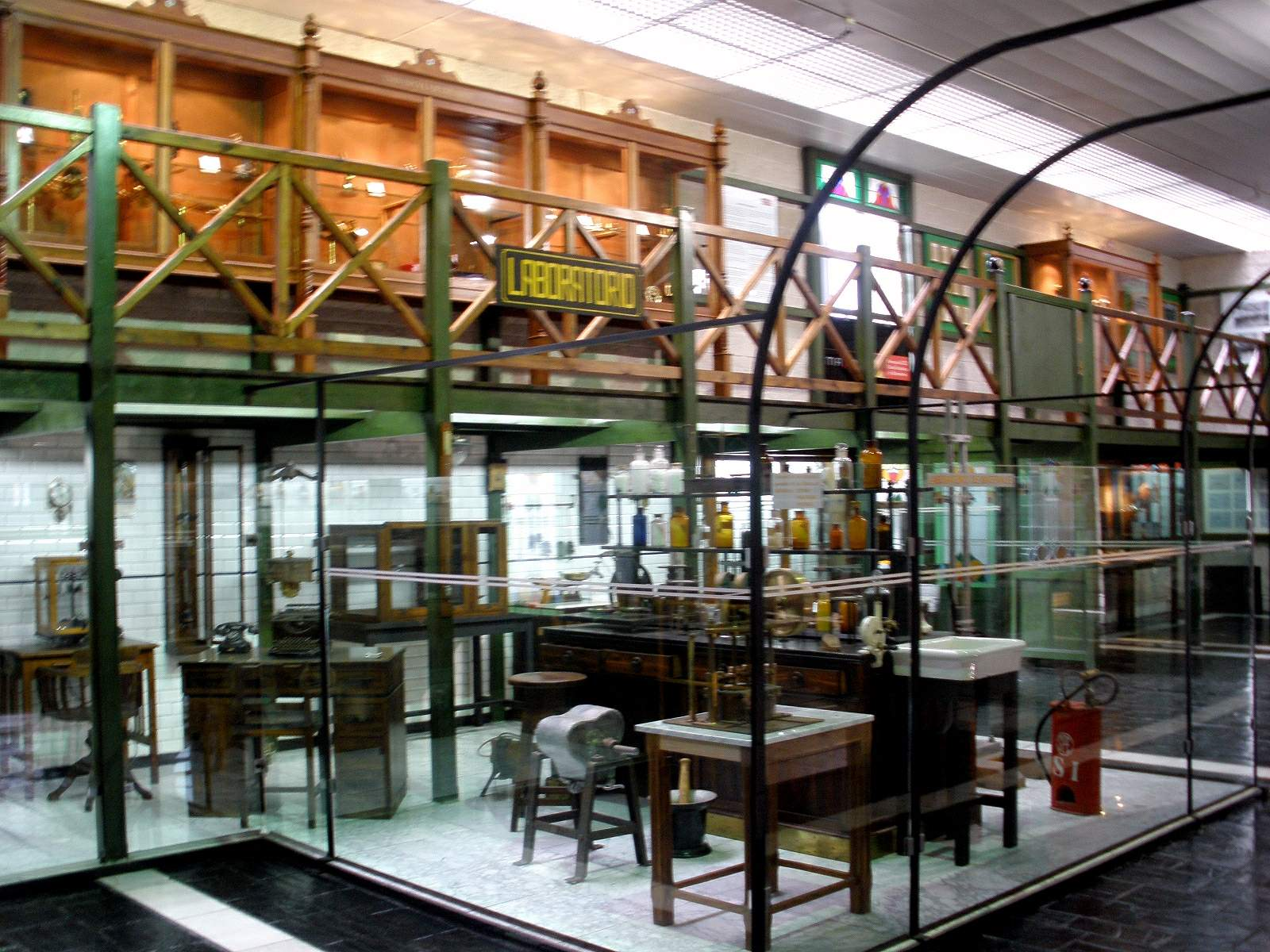
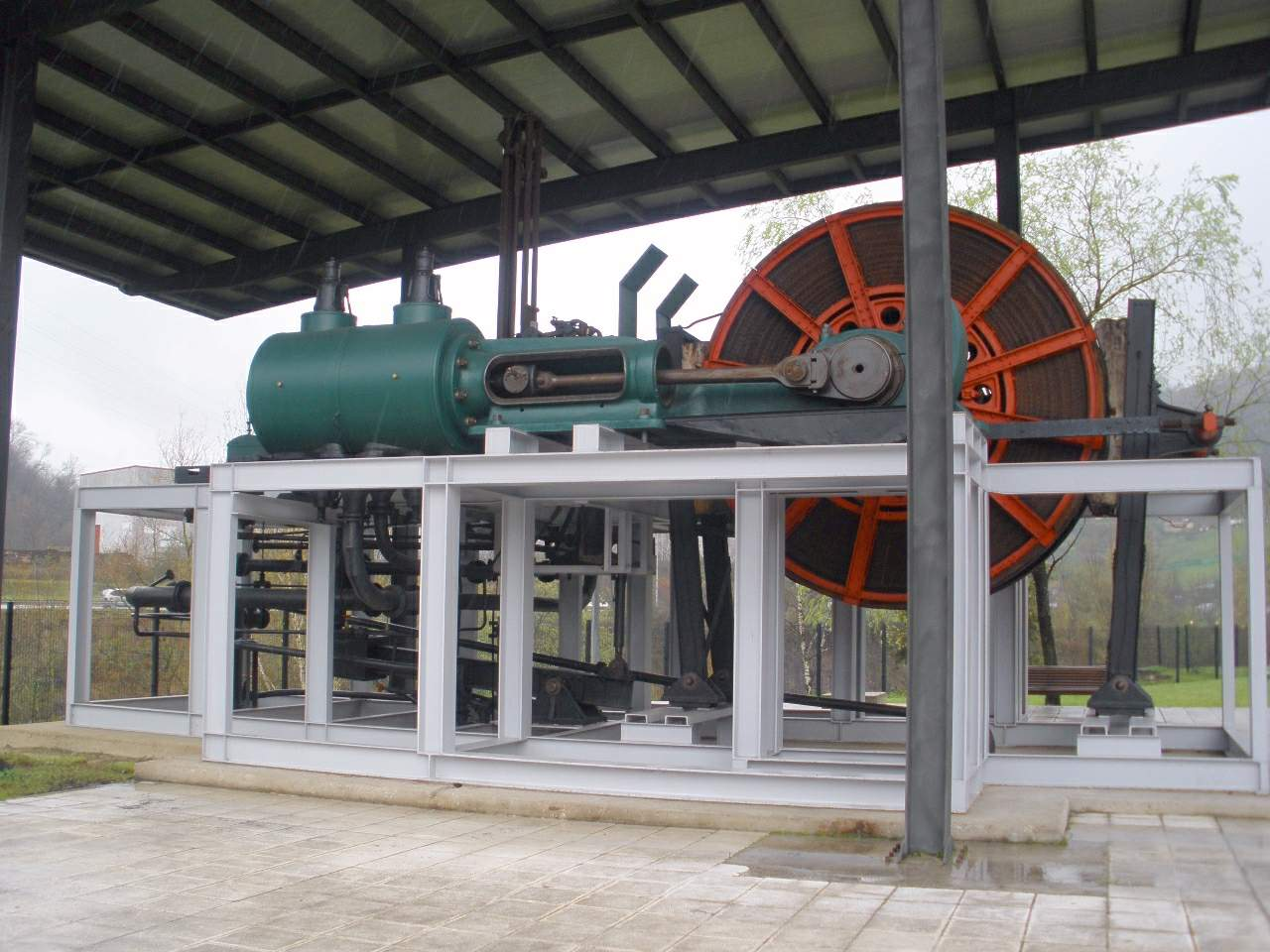
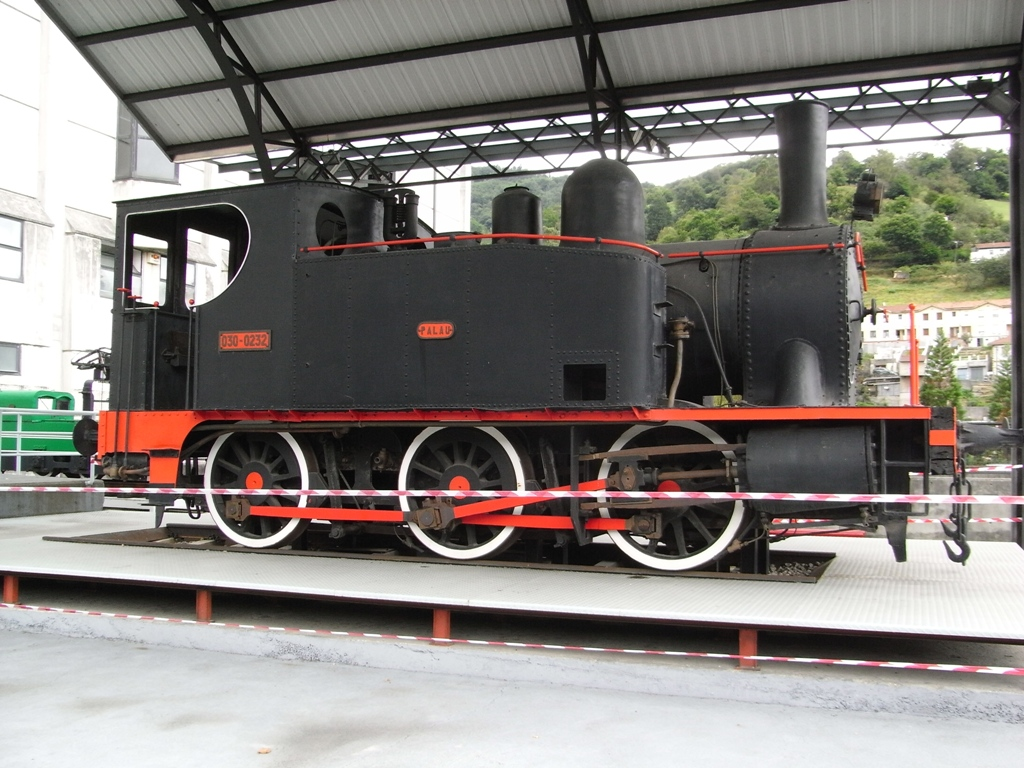